# Joseph Marie Stanislas Becquey-Beaupré
Pour les articles homonymes, voir Becquey.
Joseph Marie Stanislas Becquey Beaupre est un ingénieur des ponts et chaussées.

## Famille
Joseph Marie Stanislas Becquey Beaupre est né à Paris le 6 mai 1751, de Becquey et Marie Claire Ponthon, mariés à Eclaron le 5 août 1752.
Il est issu d’une fratrie de 8 enfants :

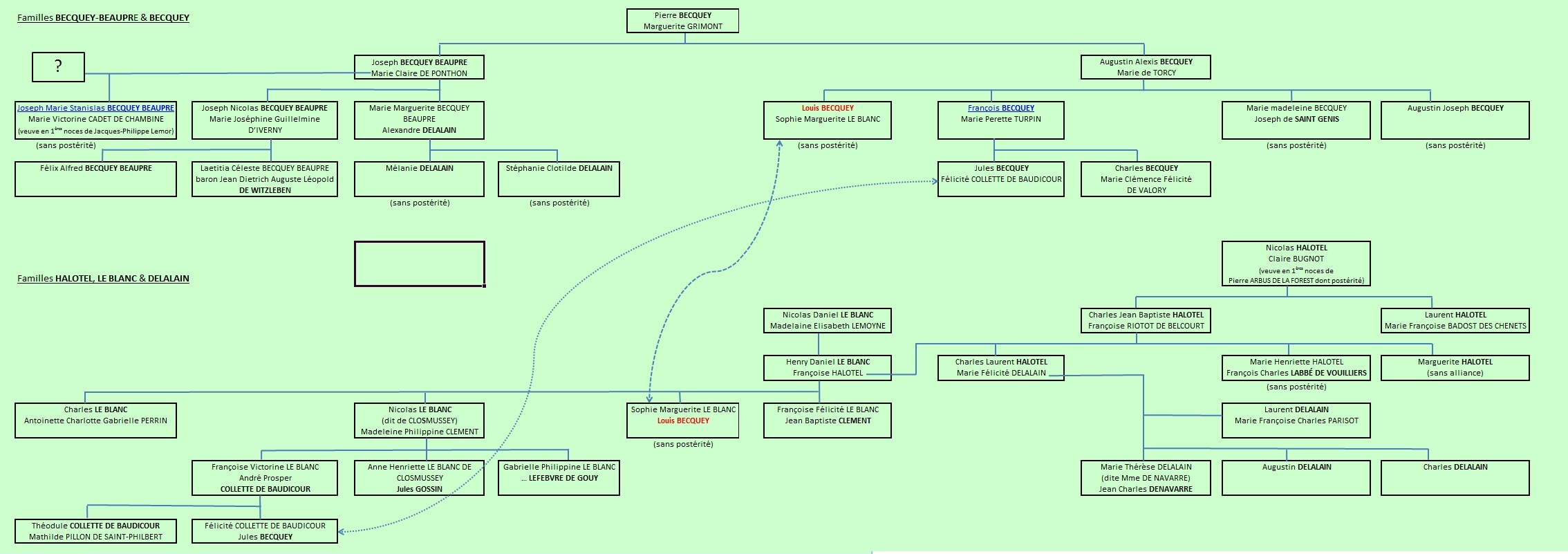
Généalogie simplifiée de la famille Becquey-Beaupré.

- Joseph Marie Stanislas (6 mai 1751 à Paris[note 5]  – 16 novembre 1834 à Paris).
- Pierre Claude (29 juin 1753 à Eclaron – 3 août 1753 à Eclaron) ;
- Marie Claire (25 juillet 1754 à Eclaron – 22 juillet 1755 à Eclaron) ;
- Marie Marguerite (25 juillet 1755 à Eclaron - ), mariée à Alexandre Delalain, capitaine de dragon en la légion de Lorraine, le 30 janvier 1775 à Eclaron ;
- Anne Antoinette (3 septembre 1756 à Eclaron - ) ;
- Claire Marguerite (3 mars 1757 à Eclaron - ) ;
- Joseph Nicolas (3 mars 1759 à Eclaron - 7 septembre 1829 à Louveciennes), marié à Marie Joséphine Guillelmine d’Yverny ;
- Claire (4 avril 1762 à Eclaron – 14 novembre 1762 à Eclaron).

Il est élève au collège de Troyes où il termine ses études en 1768.

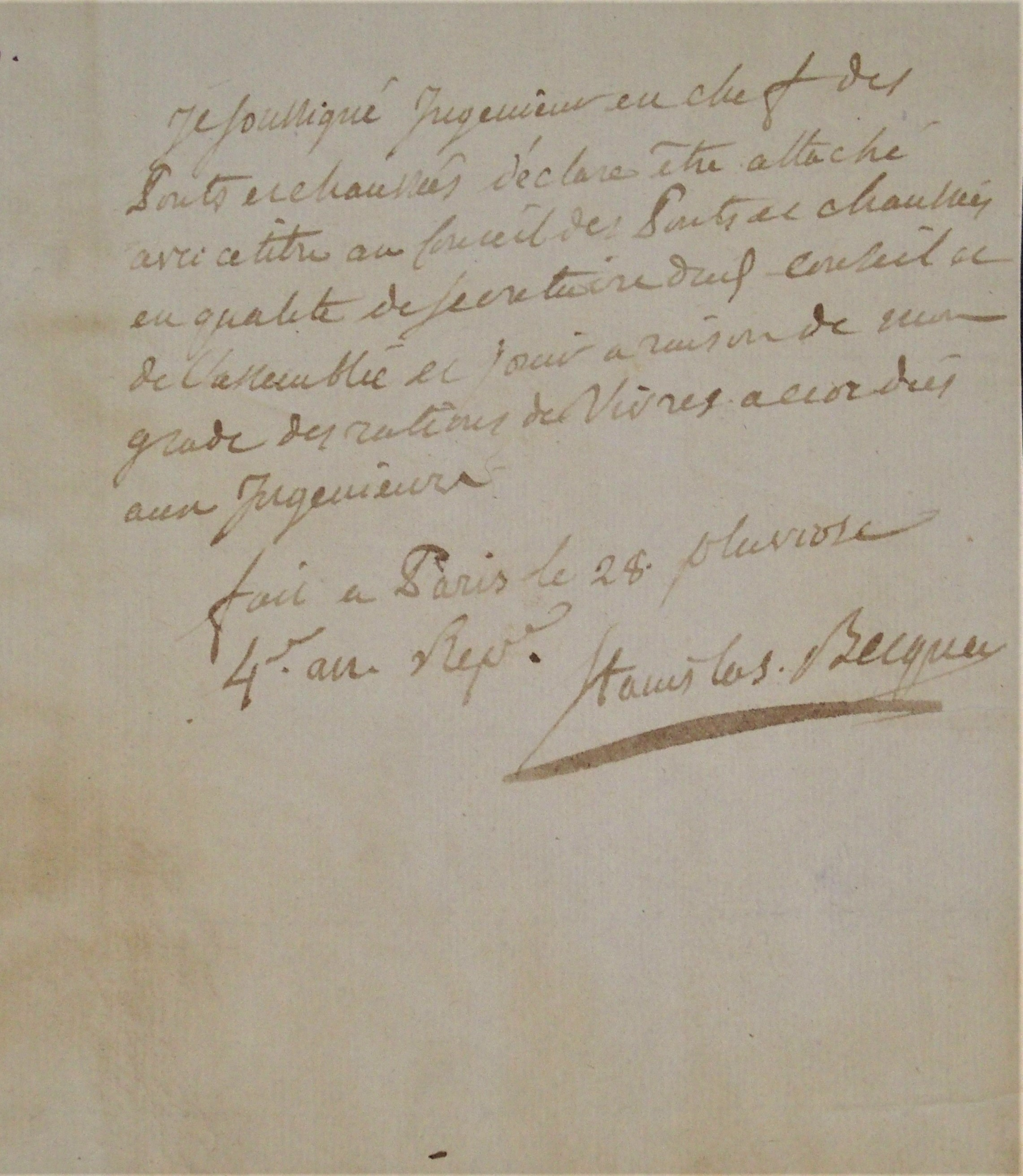
note manuscrite de Stanislas Becquey (28 pluviose An IV - 28 février 1796).

Joseph Marie Stanislas épouse, le 12 fructidor an IV (29 août 1796), Marie-Victoire Cadet de Chambine (1770-1842), veuve en premières noces de Jacques-Philippe Lemor. Par son mariage, il côtoie des personnalités liées à l’administration des ponts et chaussées et voit son parcours professionnel prendre un nouvel élan :
- Anastase Louis Cadet de Chambine (1769-1847), frère Marie-Victoire Cadet de Chambine, chef de division aux ponts et chaussées ;
- Edme Charles Cadet de Chambine, père de Marie-Victoire Cadet de Chambine, premier commis aux ponts et chaussées, membre du conseil et assemblée des ponts et chaussées ;
- Jean Cadet de Limay, oncle de Marie-Victoire Cadet de Chambine, ingénieur des ponts et chaussées, inspecteur général en 1780.

Il meurt à Paris le 16 novembre 1834 sans postérité. Il est inhumé au cimetière du Père-Lachaise (51e division).
Il est par ailleurs, le cousin de Louis Becquey, parlementaire (Assemblée législative et Seconde Restauration) et directeur général des ponts et chaussées et des mines de 1817 à 1830.

## Parcours professionnel
Élève en 1771 à l’École des ponts et chaussées, il est chargé de mission à Alençon et au port de La Rochelle.
Professeur de mécanique à l’École des ponts et chaussées en 1776, il occupe l’année suivante un emploi de sous-ingénieur dans la généralité de Montauban. En 1781, il est affecté à la généralité de Soissons, puis en 1791 nommé ingénieur en chef du département de l’Aisne, où il s’occupe de travaux de défense.
Il semble avoir été inquiété sous le Directoire.
En 1796, il est secrétaire de l’assemblée des ponts et chaussées à Paris. En 1798 il est affecté en Indre-et-Loire en qualité d’ingénieur en chef de ce département. Il revient à Paris en 1800, pour la même fonction que précédemment tout en étant directeur du dépôt des plans.
En 1801 et 1802, il cumule ces deux fonctions avec celle de directeur par intérim du canal de Saint-Quentin.
En 1803, il est nommé ingénieur en chef du département de la Seine ainsi que du service des quais et ponts à Paris. Il participe aux travaux de définition (approvisionnement en eau, navigation, ou les deux à la fois) du canal de l’Ourcq. Il conçoit le pont d’Austerlitz.
Il reçoit, à compter d’octobre 1807, le titre d’« ingénieur directeur » des ponts et chaussées.
Il est membre de la commission chargée d'examiner les projets d'embellissements de Paris en 1809. Il remplace en 1810 Bruyère dans la direction des travaux du canal de Saint-Maur.
Il est mis à la retraite le 18 novembre 1815. Il reçoit la Légion d'honneur en 1821 et est gratifié peu après du brevet d'inspecteur divisionnaire honoraire du corps royal des ponts et chaussées.
Il publie en 1825 un rapport sur les fondations en sable rédigé avec Prony et Sganzin.

### ouvrage
- François-Pierre-H. Tarbe de Saint-Hardouin, Notices biographiques sur les ingénieurs des ponts et chaussées depuis la création du corps en 1716 jusqu'à nos jours, Paris, Baudry et Cie libraires-éditeurs, 1884, page 74.
Ouvrage également consultable sur le site internet de la Bibliothèque numérique patrimoniale de l'École nationale des ponts et chaussées avec la notice consacrée à Joseph-Marie-Stanislas Becquey-Beaupré.

### manuscrits
- Archives nationales
  - Paris (CARAN)
    - mariage : Étude notariale de Charles François Drugeon, notaire à Paris : Cote MC/ET/XLVI/604 - actes passés entre messidor an IV (19 juin 1796) et fructidor an IV (20 septembre 1796) ;
    - Succession : Étude notariale d’Adrien Philibert Moisant, notaire à Paris : Cote MC/ET/XLVI/874 - actes passés entre le 1er juillet et le 31 décembre 1834.

  - Pierrefitte-sur-Seine
    - dossier personnel : Becquey Beaupre cote F/14/2165/1[7],[8].

manuscrits
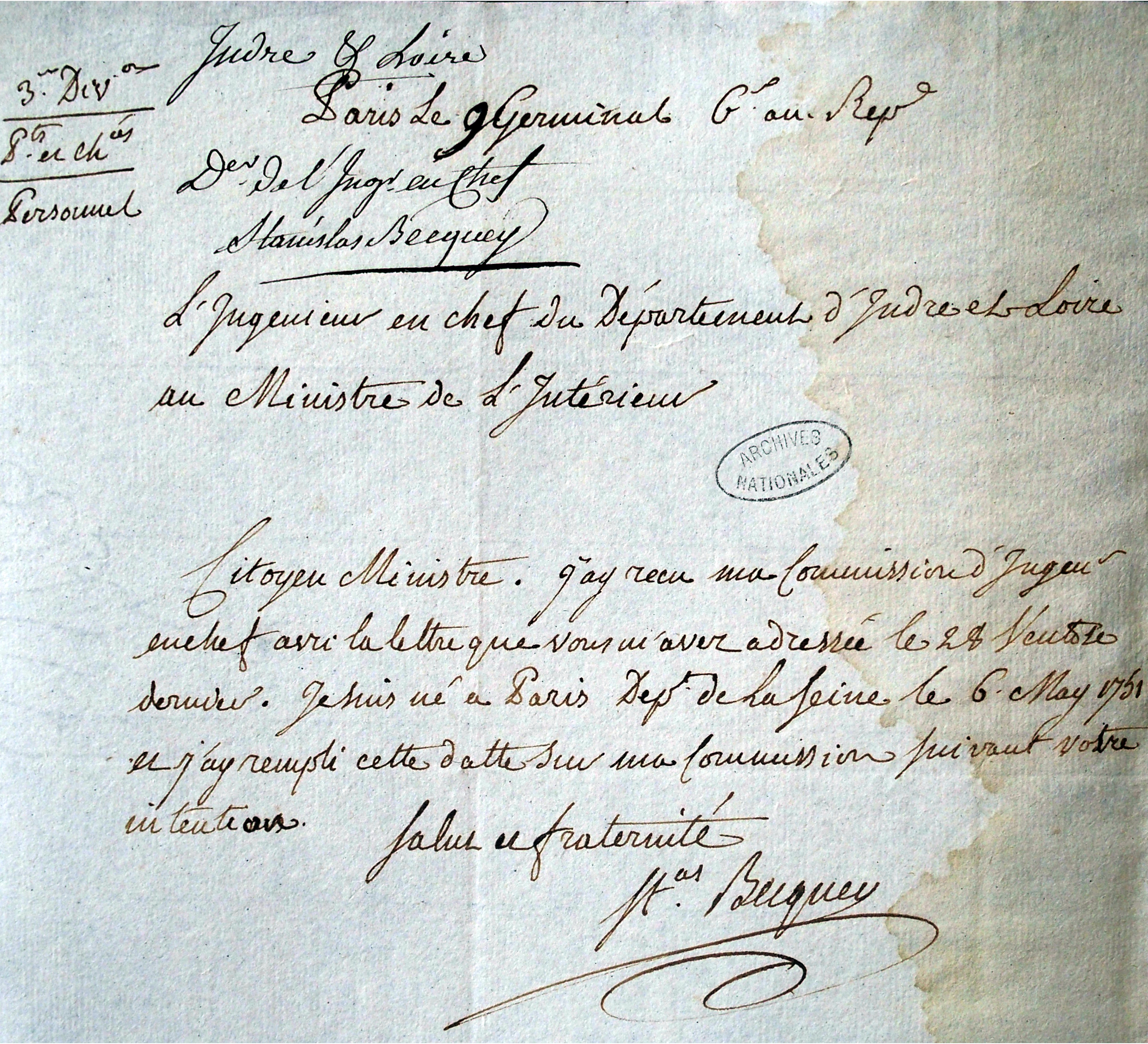
Déclaration du lieu et de la date de naissance de Joseph Marie Stanislas Becquey Beaupre.
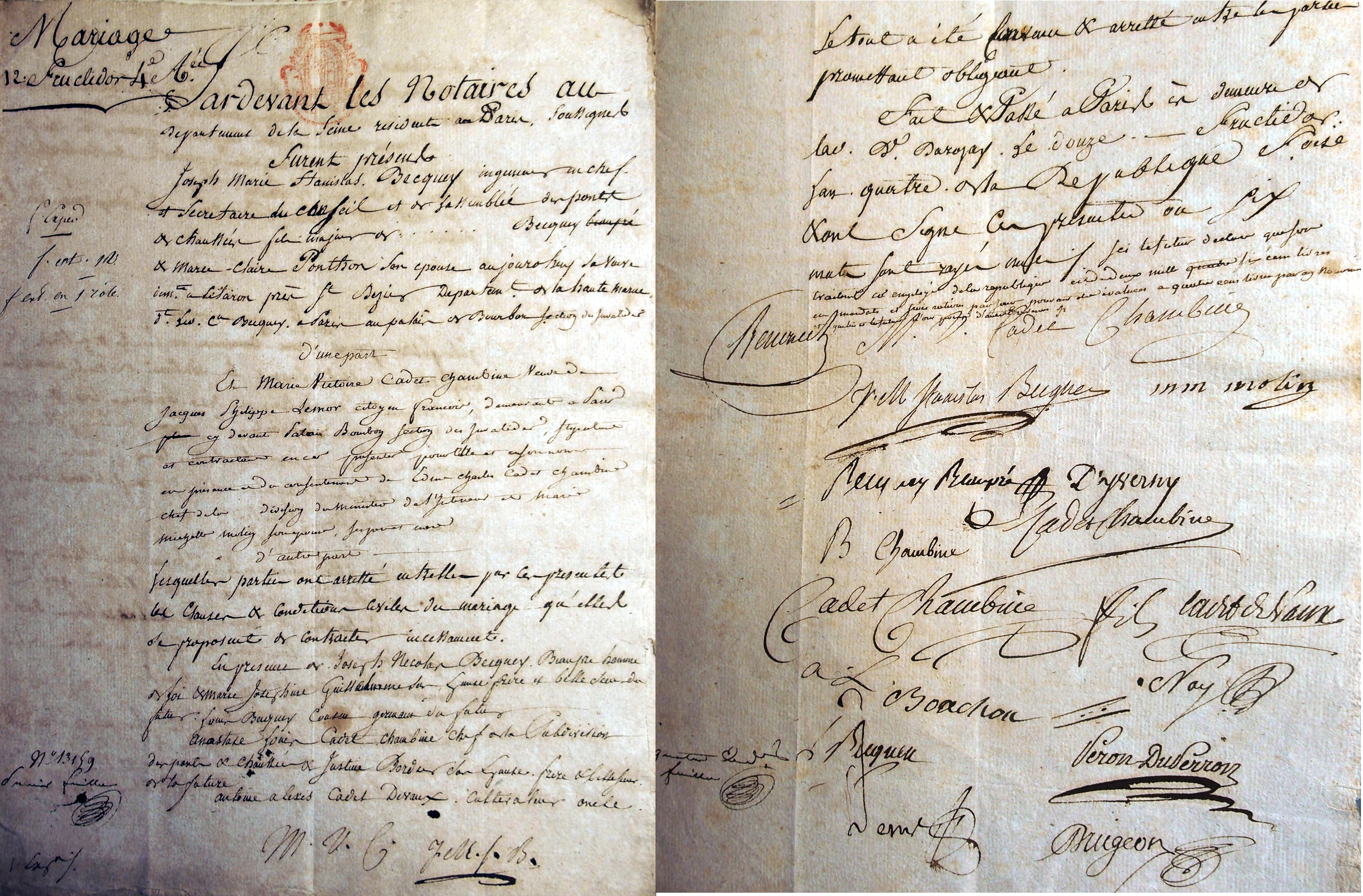
Première et dernière page du contrat de mariage de Joseph Marie Stanislas Becquey Beaupre et Marie-Victoire Cadet de Chambine (12 fructidor an IV [29 août 1796]).
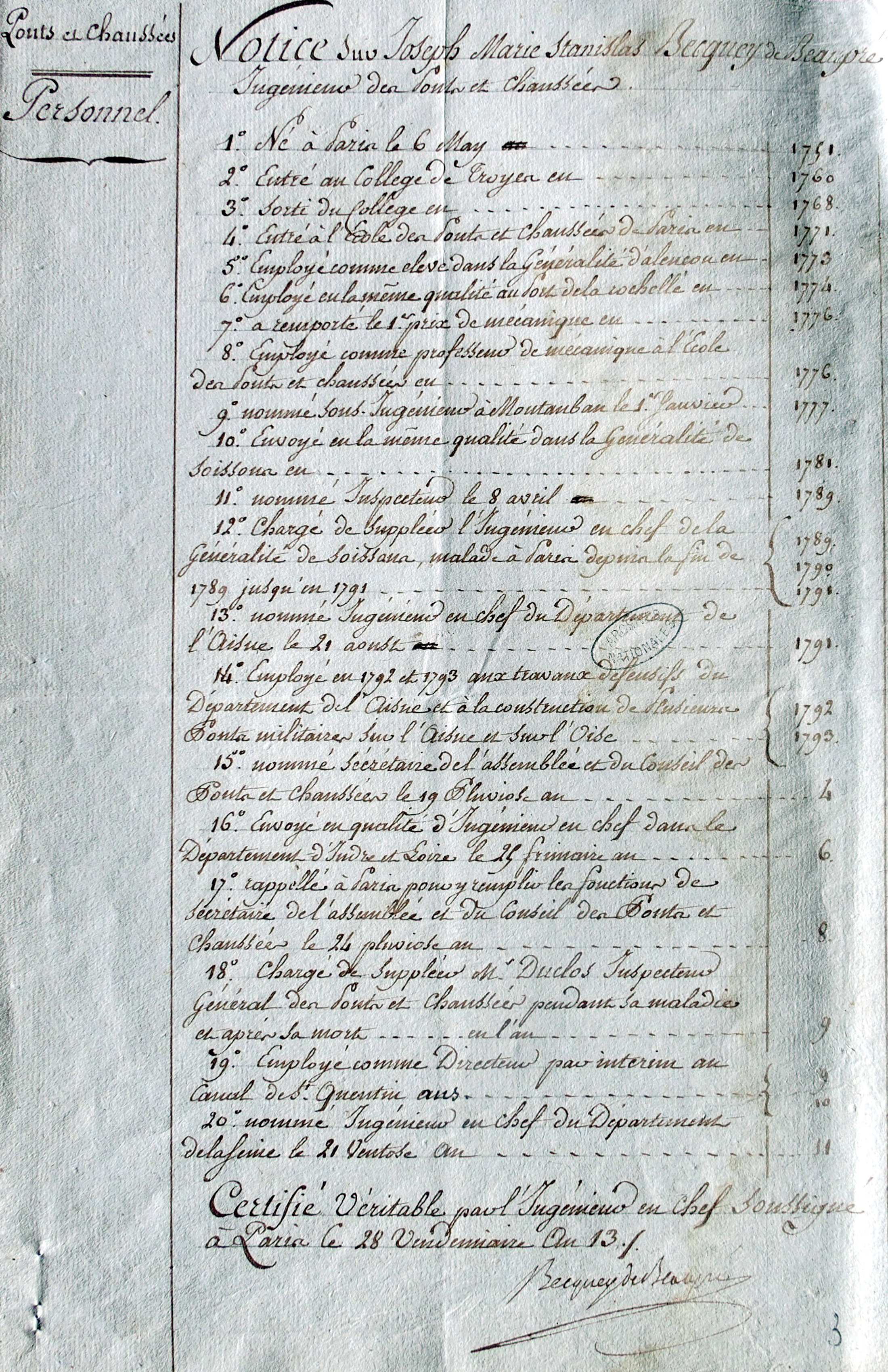
États de service de Joseph Marie Stanislas Becquey Beaupre (28 vendémiaire an XIII [20 octobre 1804]).
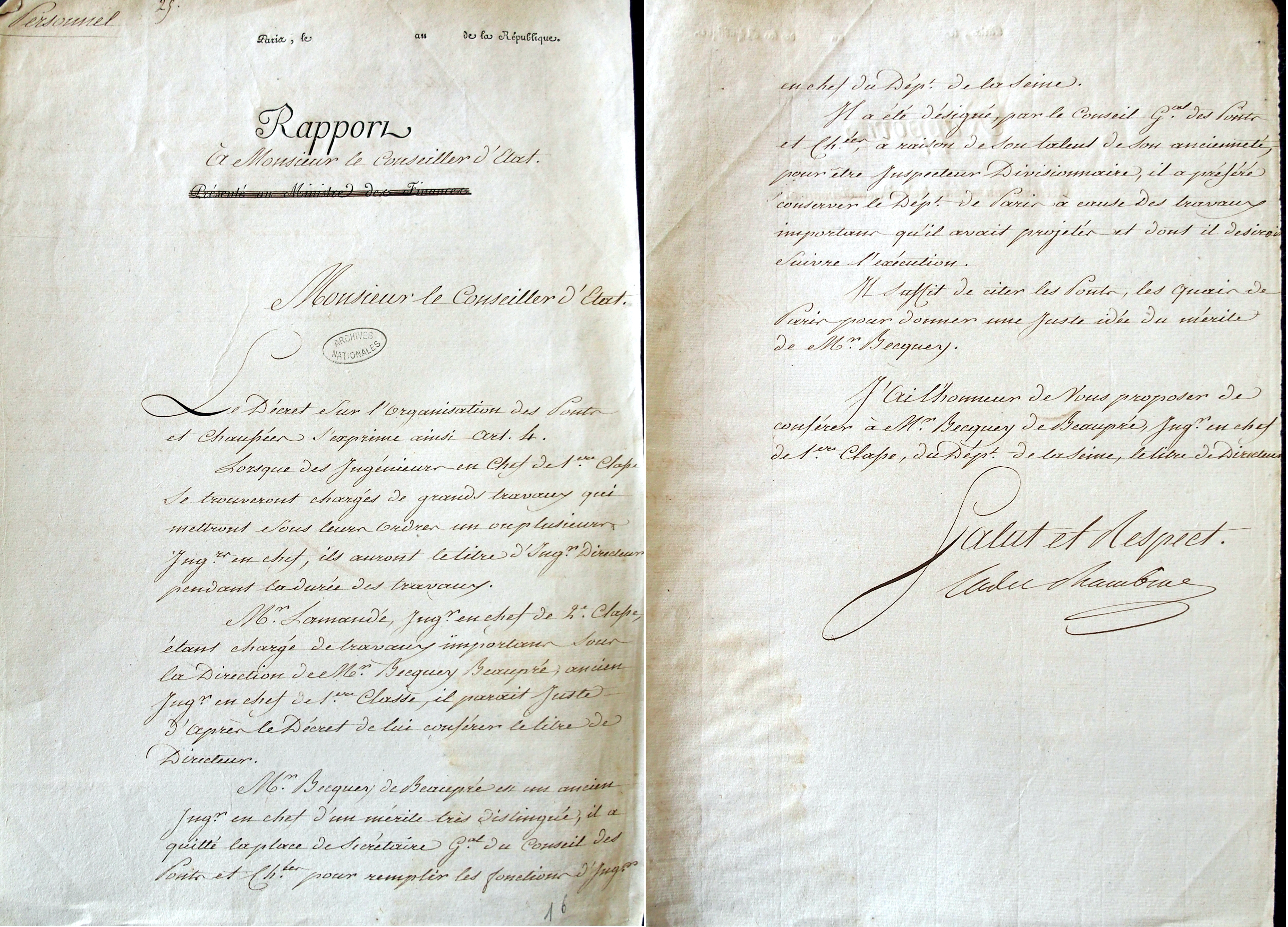
Intervention de Cadet Chambine auprès du directeur général des Ponts & Chaussées pour l'attribution du titre de directeur[note 10] à Joseph Marie Stanislas Becquey Beaupre.
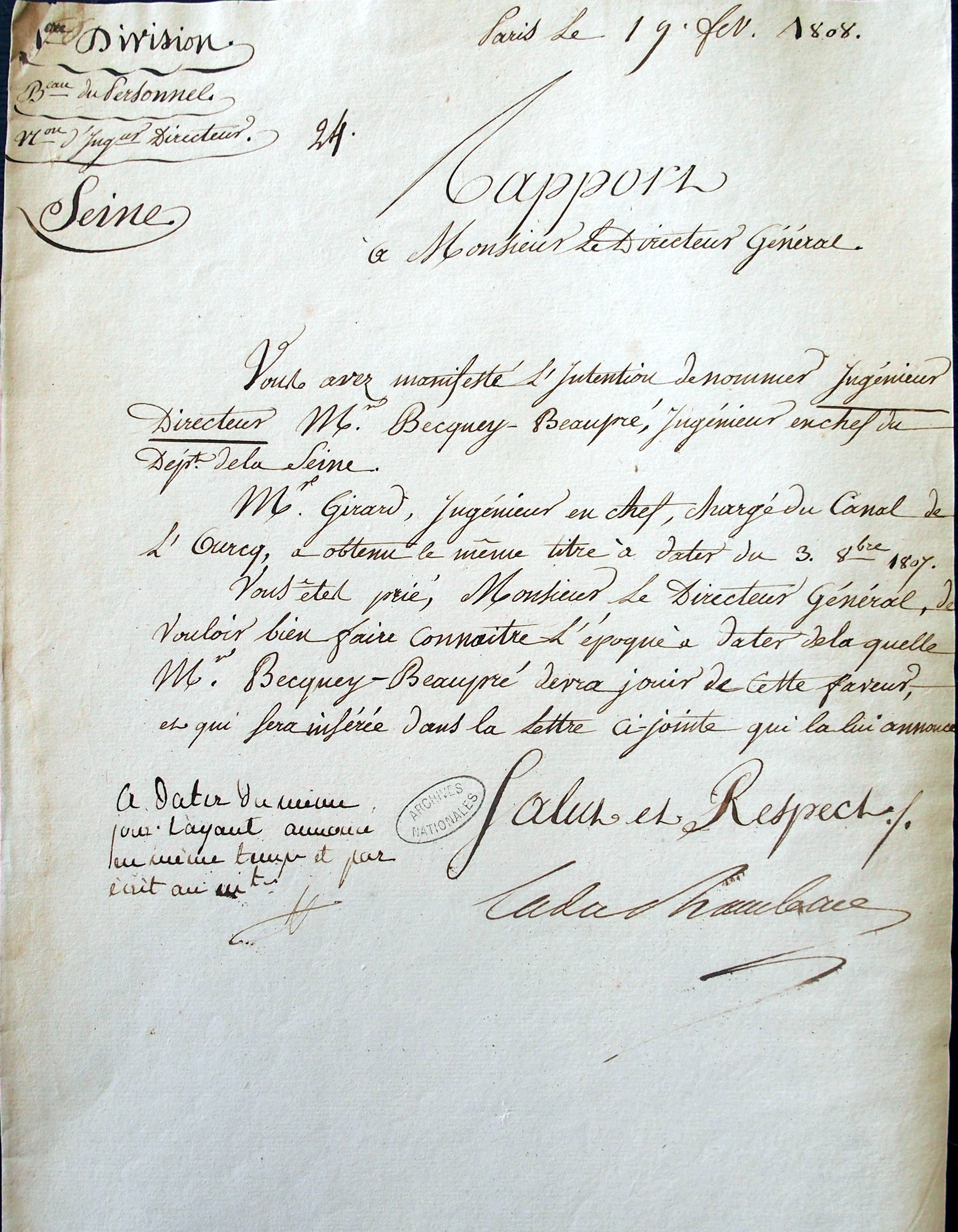
Lettre de Cadet Chambine du 19 février 1808 au directeur général des Ponts & Chaussées pour préciser la date d’effet de l'attribution du titre de directeur[note 10] à Joseph Marie Stanislas Becquey Beaupre.
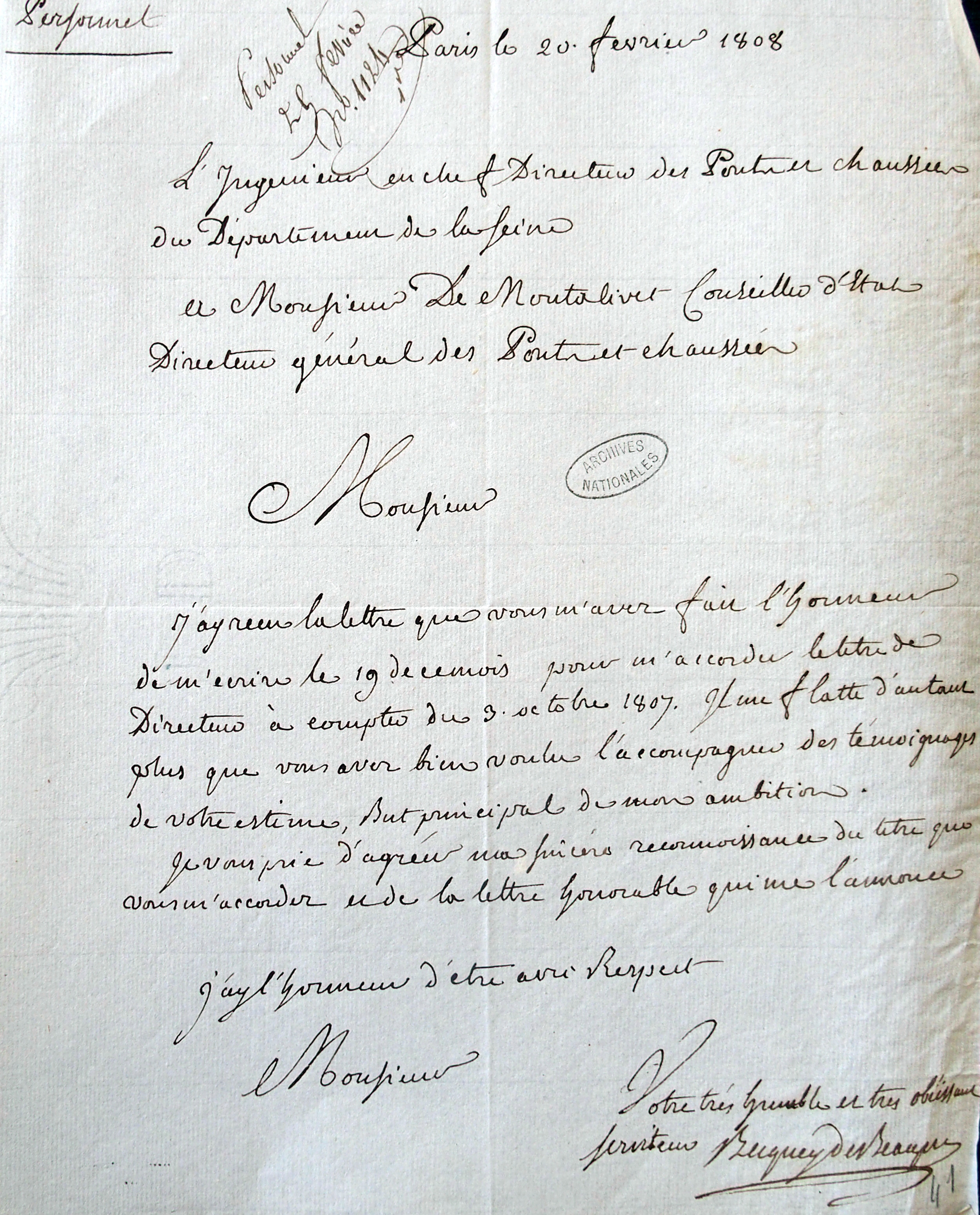
Lettre de Joseph Marie Stanislas Becquey Beaupre du 20 février 1808 remerciant le directeur général des Ponts & Chaussées, de Montalivet, pour l'attribution du titre de directeur[note 10].
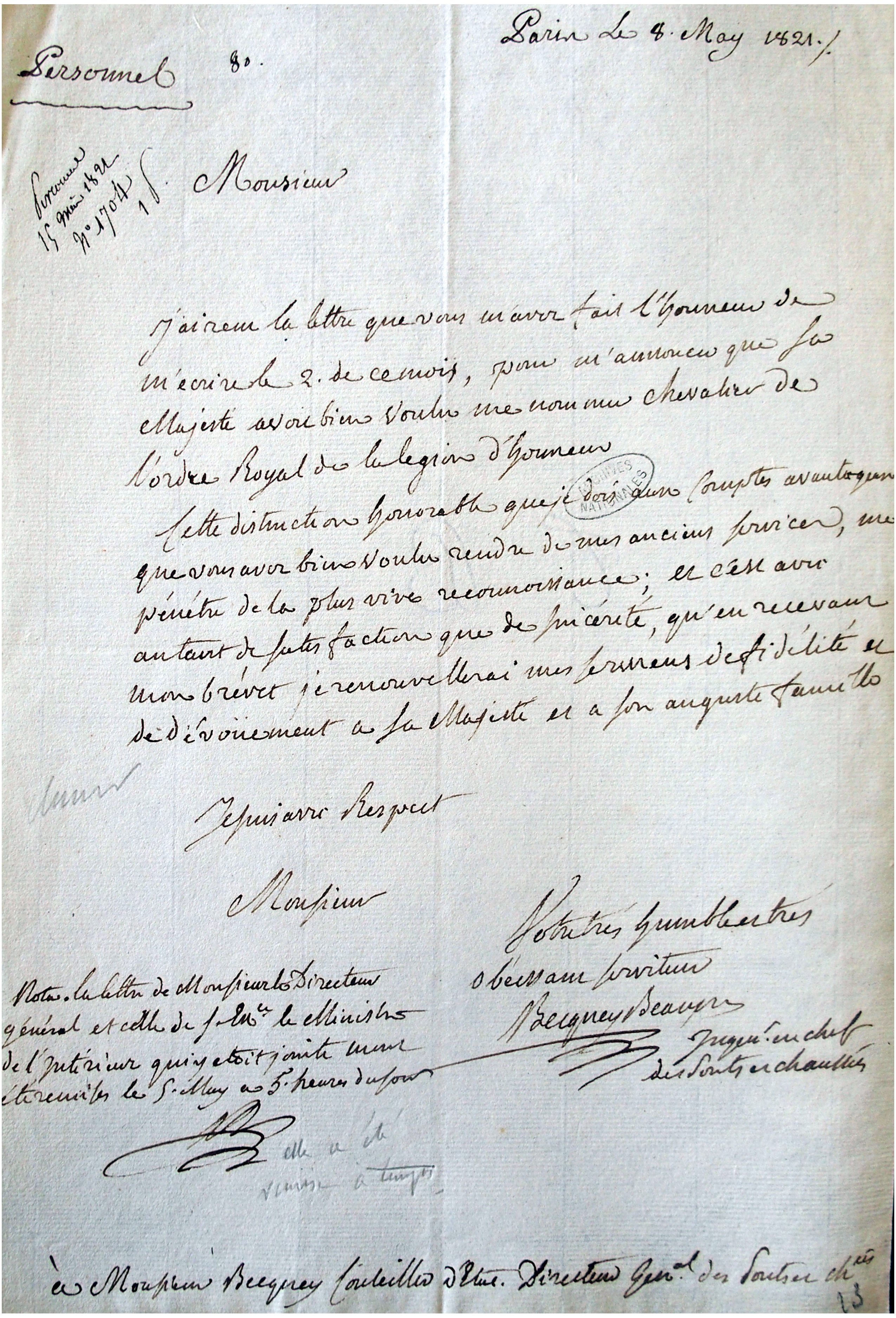
Lettre du 8 mai 1821 de Joseph Marie Stanislas Becquey Beaupre, ingénieur en chef des ponts et chaussées, remerciant Louis Becquey, directeur général des Ponts & Chaussées, pour l'attribution par le roi du grade de chevalier de la Légion d'Honneur.
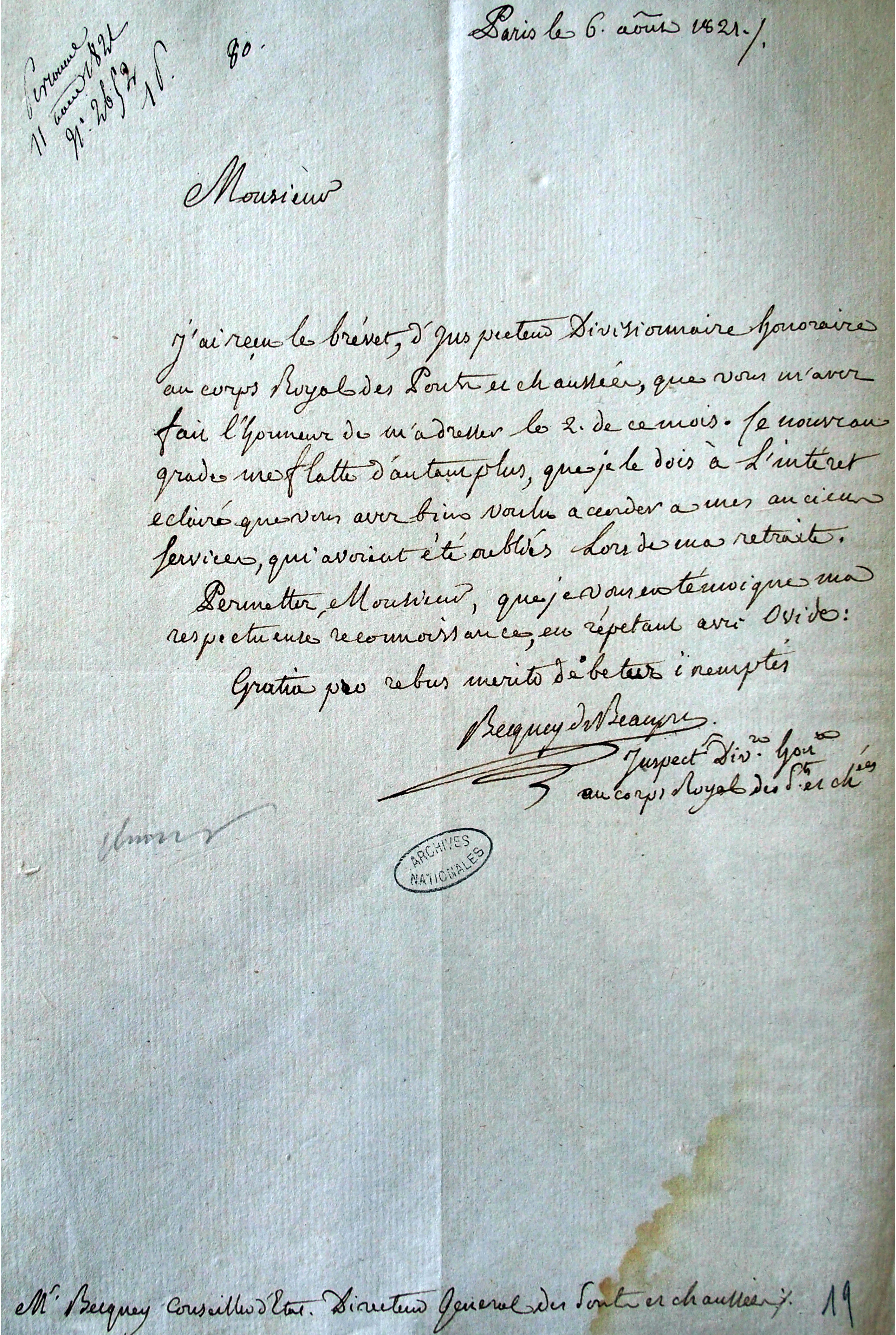
Lettre du 6 août 1821 de Joseph Marie Stanislas Becquey Beaupre, inspecteur divisionnaire des Ponts & Chaussées, remerciant Louis Becquey, directeur général des Ponts & Chaussées, de l'attribution du titre honorifique d'inspecteur divisionnaire honoraire[9].
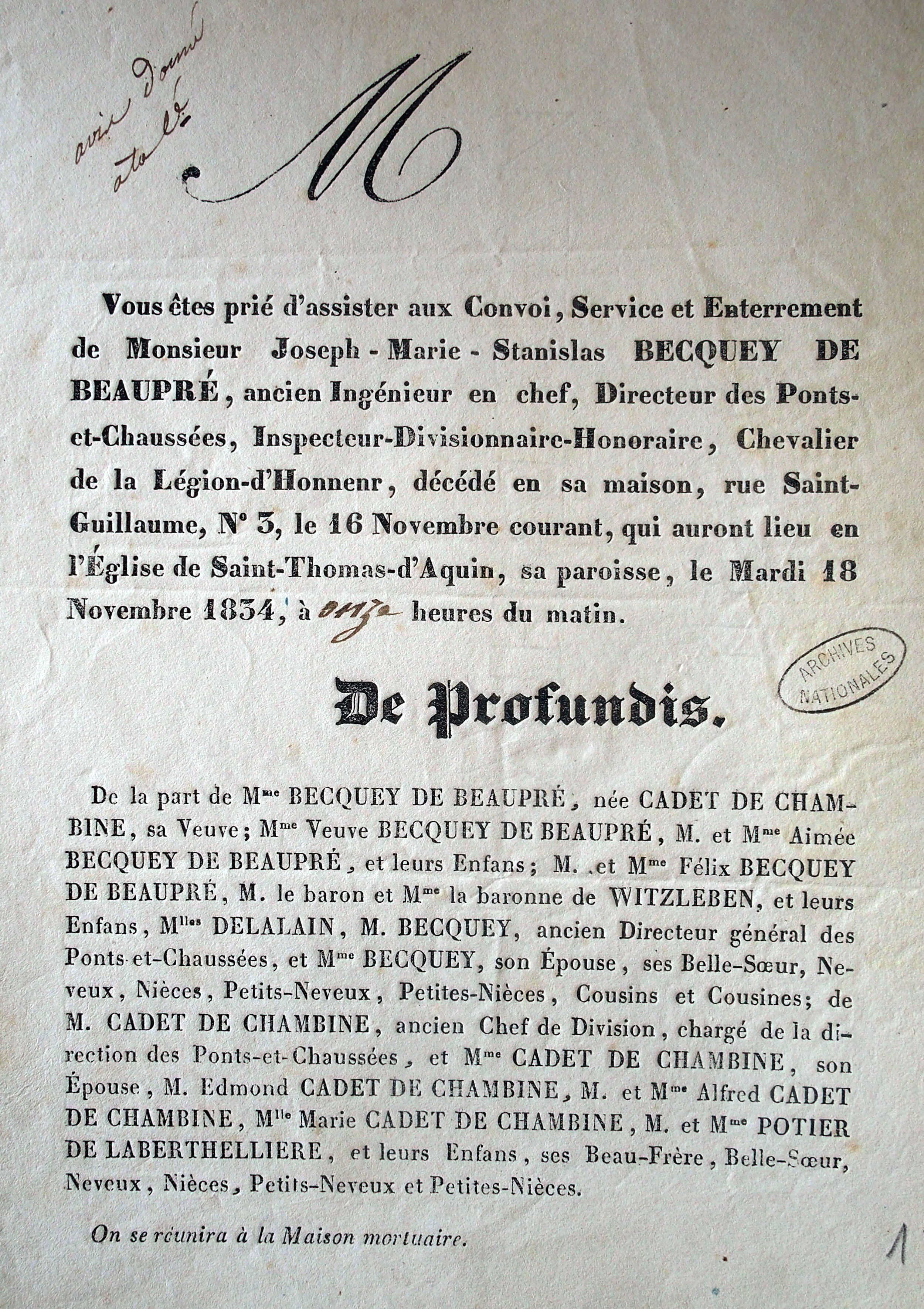
Faire-part de décès de Joseph Marie Stanislas Becquey Beaupre (16 novembre 1834).

### notes
1. ↑  Le suffixe « Beaupre » permet de différencier plusieurs branches de la même famille Becquey. Dans les registres paroissiaux d’Eclaron, conservés aux Archives départementales de la Haute-Marne, figurent des Becquey, Becquey Beaupré, Becquey Beaulieu, Becquey Villiers.
2. ↑  « concession a perpétuité / ici / reposent / Joseph Marie Stanislas / Becquey Beaupre / inspecteur divisionnaire / des ponts et chaussées / chevalier de la légion d’honneur / décédé a paris / le 16 novembre 1834 / a l’âge de 84 ans / et / dame Marie Victoire / Cadet de Chambine / son épouse / décédée le 8 février 1845 / a l’âge de 71 ans » (cimetière du Père Lachaise, 51e division, avenue Saint Morys).
3. ↑  L’acte de mariage dans le registre paroissial d’Eclaron fait mention de Joseph Becquey de Beaupre, avocat en parlement, fils majeur de plus de trente ans de Pierre Becquey, lieutenant criminel au bailliage et siège présidial de la ville de Vitry-le-François, et de Marguerite Grimont.

Il est à noter que sur cet acte de mariage, Jean Baptiste Becquey de Beaulieu (« chevalier de l’ordre royal et militaire de Saint Louis, capitaine au régiment de Saint Chamont infanterie »), frère de Joseph, a manifesté son opposition audit mariage. Opposition annulée par une main levée (Voir Archives départementales de la Haute-Marne, commune d’Eclaron, registre paroissial entre 1751 et 1765, cote 1re 182/4, vue numérisée 30/259).
4. ↑  L’acte de succession de Joseph Marie Stanislas Becquey Beaupre ainsi que les procurations données par ses héritiers et héritières, conservés aux Archives nationales, établissent la parentèle entre lui, son frère Joseph Nicolas, son neveu Félix Alfred Becquey de Beaupre et sa nièce Laetitia Céleste baronne de Witzleben (tous deux enfants de Joseph Nicolas décédé à l’époque de la succession), ainsi que ses nièces Mélanie et Stéphanie Clotilde Delalain.
5. ↑  Il est à noter que Joseph Marie Stanislas est né un an avant le mariage de ses parents et que ses autres frères et sœurs sont tous nés à Eclaron.
6. ↑  Il est à noter que les signatures ni du père ni de la mère de Joseph Marie Stanislas apparaissent sur le contrat de mariage. À cet égard, sur la première page du contrat de mariage, le prénom du père est marqué d'un blanc « ..... » et suivi de « Becquey Beaupré ».

Sont témoins au contrat de mariage, entre autres :
  - Joseph Nicolas Becquey Beaupré et Marie Joséphine Guillelmine d’Yverny, frère et belle-sœur de l’époux ;
  - « Louis Becquey cousin germain du futur » (cousin germain de l’époux) ;
  - Anastase Louis Cadet de Chambine et Justine Bordes, frère et belle-sœur de l’épouse ;
  - Antoine Alexis Cadet de Vaux, oncle de l'épouse.
7. ↑  Dans le dossier personnel de Joseph Marie Stanislas Becquey Beaupre figurent des courriers signés Cadet Chambine intervenant en sa faveur pour lui faire obtenir la place de secrétaire du conseil et de l’assemblée des ponts et chaussées ainsi que le titre de directeur des ponts et chaussées.
Voir généalogie Cadet de Chambine.
8. ↑  Leur père respectif sont frères.
9. ↑  Maints auteurs confondent l'ingénieur Joseph Marie Stanislas Becquey-Beaupré avec son cousin Louis Becquey, directeur général des Ponts et Chaussées et des Mines (Par exemple § « Le Plan Becquey (1820) ; Il [François-Louis Becquey] a été ingénieur en chef sur le canal de Saint-Quentin... »  in Bernard Le Sueur, Navigations intérieures, histoire de la batellerie de la préhistoire à demain, Grenoble, Éditions Glénat, 2012, page 120. NB : l'auteur prénomme par erreur Louis Becquey par « François-Louis Becquey (1760 -1849) » ; François est le prénom du frère de Louis Becquey).
10. 1 2 3 4  Le titre d’« ingénieur directeur » est accordé, sous certaines conditions, à des ingénieurs en chef des ponts et chaussées en vertu de l'article 4 du décret du 7 fructidor an XII (25 août 1804) (Voir Th. Ravinet, Codes des ponts et chaussées et des mines…, Tome prenier, Paris, Carilian - Gœury libraire,1829, page 252). Ce titre est maintenu lors de la réforme du corps des ingénieurs des Ponts et Chaussées en 1830 (Voir l'art. 6 de l'ordonnance royale du 19 octobre 1830 relative au personnel du service des Ponts et Chaussée in Bulletin des lois du royaume de France, Tome premier, IIe partie, Paris, imprimerie royale, mars 1831, p. 357).
C'est ce titre statutaire tronqué de « directeur » des ponts et chaussées, tel qu'il apparait dans son faire-part de décès ou dans les procurations pour l'ouverture de sa succession, repris par maints auteurs anciens ou contemporains, qui le fait confondre avec son cousin Louis Becquey, directeur général des ponts et chaussées de 1817 à 1830.

### références
1. ↑  Selon un courrier du 9 germinal 6e an Rep. de Joseph Marie Stanislas Becquey Beaupre et un récapitulatif de ses états de service, figurant dans son dossier personnel conservé aux Archives nationales.
2. ↑  selon le contrat de mariage de Joseph Marie Stanislas Becquey Beaupre conservé aux Archives nationales.
3. ↑  AN cote F/14/11053.
4. ↑  Acte de décès de Joseph-Marie-Stanislas Becquey-Beaupré à Paris le 16 novembre 1834 sur les archives numérisées de l'état-civil de la ville de Paris, cote V3E/D 81, vue numérisée 20/51.
5. ↑  Voir « [Le Directoire exécutif...,voulant faire cesser ces abus et assurer l'approvisionnement de Paris en combustible, arrête ce qui suit :... Art. 4.-... Sur le rapport du ministre de la Police générale sont rayés de la liste des émigrés les noms des citoyens ci-après : Jean-Charles-Joseph Dessaulx ; Joseph Hébert et Charles-Emmanuel-Albert Le Changeur ; Joseph-Marie-Stanislas Becquey ; Denis-François-Jérôme Boyer ; Marie-Anne-Périne-Adélaïde Launoy, femme de Marie-Jérôme Aubelin ; Anne-Eléonore-Eulalie Dufloquet, femme de Charles-Marie Le Clerc ; et Guillaume Planat (note 15 : - Joseph-Marie-Stanislas Becquey, ingénieur en chef des ponts et chaussées du département de l'Aisne, inscrit sur la liste des émigrés du département de la Marne, qui a justifié de sa résidence). » (Archives du Directoire exécutif. Édition des procès-verbaux et inventaire sélectif des autres catégories de documents (an IV-an VIII). Vol. 4 : 16 vendémiaire-15 pluviôse an V (7 octobre 1796-3 février 1797), Archives nationales (Pierrefitte-sur-Seine), cote AF/III/*/5-AF/III/*/6).
6. ↑  Voir Frédéric Graber, Paris a besoin d’eau. Projet, dispute et délibération technique dans la France napoléonienne, Paris, CNRS éditions, 2009  (ISBN 9782271067395) (sur le site OpenEdition).
7. ↑  Archives nationales - Série F.
8. ↑  Archives nationales (Paris), ingénieurs des Ponts-et-Chaussées (1748-1932) série F/14/2152 à 2341, etc.
9. ↑  La dernière phrase de la lettre « Gratia pro rebus merito debetur inemris » peut être traduite sommairement par « merci à juste titre pour les choses obtenues sans achat » (vers tiré des Héroïdes d’Ovide).